# La Braña (El Franco)
La Braña (oficialmente y en asturiano: A Braña) es una parroquia del concejo de El Franco, en la comarca de Eo-Navia, Principado de Asturias, España.
La Braña dista 10 km de la capital del concejo, La Caridad.
Uno de los atractivos turísticos es el Santuario de la Virgen de la Braña, iglesia del año 1700 que cuenta con 3 campanas del siglo XIX.
Las fiestas patronales se celebran entre el 14 y 15 de agosto en honor a Nuestra Señora de La Braña, patrona de la localidad.
De las actividades económicas, la predominante es la comercial, la hostelera y otras, como la de la madera, con un aserradero importante. Hoy existe un sector productivo, el de la construcción, que está transformando la zona en varios lugares, ya que la demanda de la misma es del sector turístico (un 30 %) o como segunda vivienda (un 60 %).

## Lugares
Según el nomenclátor de 2023, la parroquia comprende las siguientes entidades de población:
- Barganaz (Bargaz)
- La Braña (A Braña)
- Carroceiro (El Caroceiro)
- Chaodastrabas (El Chao das Trabas)
- Grandamarina
- Mendones (Mendóis)
- Mercadeiros
- Penadecabras
- Romaelle (Romeye)
- Villarín